# Пол Ньюболд
Пол Ньюболд (англ. Paul Newbold; 12 серпня 1945, Сілебі британський економіст, що зробив значний внесок в економетрику та аналіз часових рядів. 
Стаття 1974 року в співавторстві з Клайвом Гренджером стала найвідомішою, оскільки в ній описувалася ідея нового концепту коінтеграції.
Він був професором в Іллінойському університеті в Урбана-Шампейн і Ноттінгемському університеті.
1. 1 2 3  Математичний генеалогічний проєкт — 1997.